# Let My People Go (Album)
Let My People Go ist ein Jazzalbum von Archie Shepp und Jason Moran. Die am 12. September 2017 in der Philharmonie de Paris während des Festival Jazz à la Villette und am 9. November 2018 in der Alten Feuerwache Mannheim während des Enjoy Jazz Festivals entstandenen Aufnahmen erschienen am 5. Februar 2021 auf Shepps Label Archieball Records. Sometimes I Feel Like a Motherless Child wurde im Dezember 2020 als Single und Video vorveröffentlicht.

## Hintergrund
Die beiden Musiker trafen sich 2015 beim Festival Jazz Middelheim in Belgien und haben seitdem Freundschaft geschlossen, spielten gelegentlich zusammen und wirkten bei den Gigs des anderen mit. Let My People Go ist ihre erste gemeinsame Aufnahme.
Moran und Shepp spielten neben einer Reihe bekannter Jazzstandards und Spirituals wie Lush Life, ’Round Midnight, Go down Moses und Sometimes I Feel Like a Motherless Child auch Isfahan, eine Ballade von Billy Strayhorn und Duke Ellington aus dessen Far East Suite, und den Coltrane-Titel Wise One von dessen Album Crescent (1964). Die beiden Fats-Waller-Nummern Ain’t Misbehavin’ und Jitterbug Waltz gehören zu den Bonustracks der digitalen Version.
Im Herbst 2019 organisierte der Pianist Jason Moran im Rahmen seiner Ausstellung im Whitney Museum of American Art eine Reihe salonähnlicher Konzerte mit dem Titel Jazz on a High Floor in the Afternoon. Er begann die Reihe wiederum mit einer Duo-Performance mit dem Saxophonisten Archie Shepp.

## Titelliste

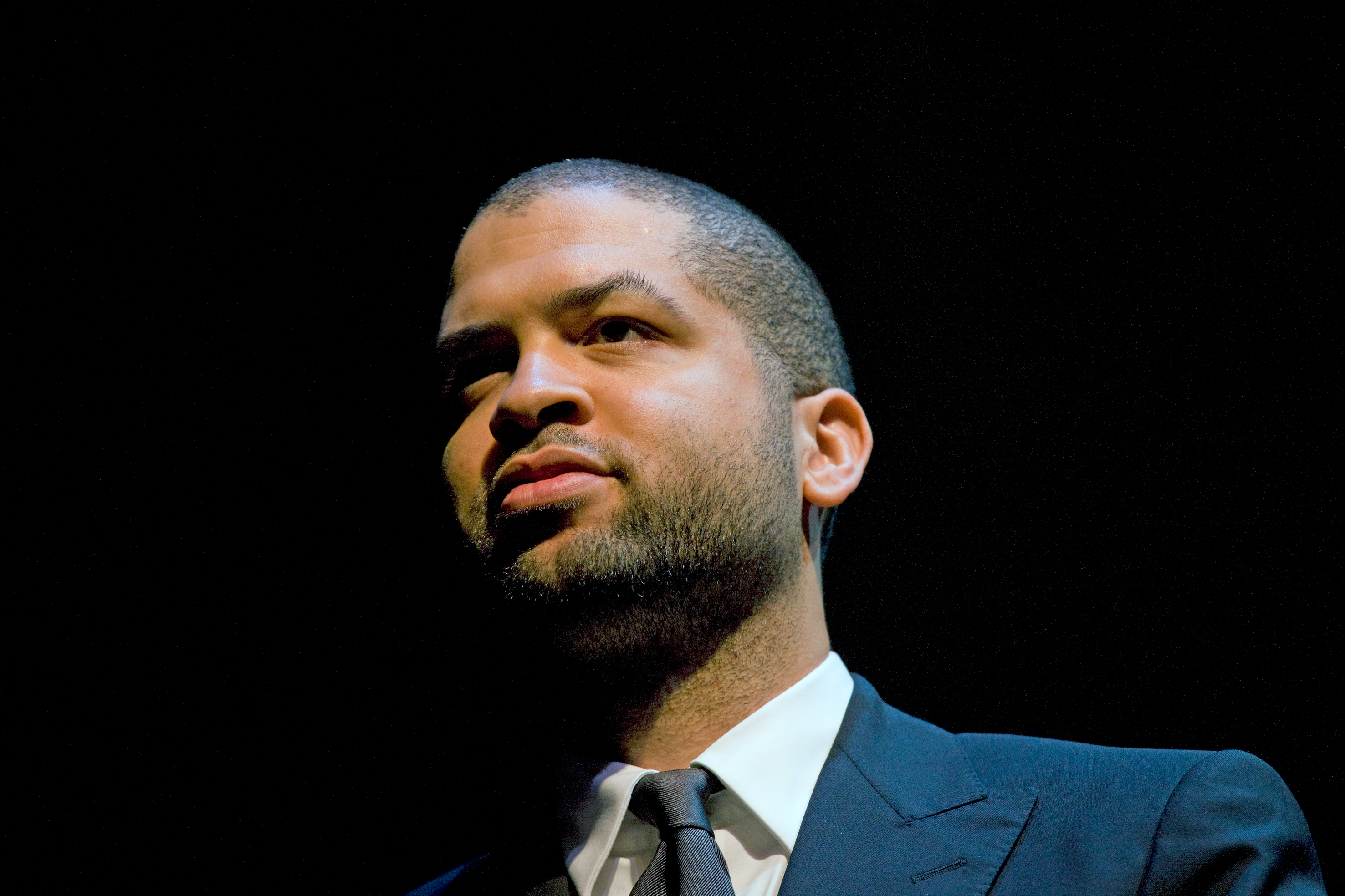
Jason Moran auf dem Moers Festival 2008

- Jason Moran / Archie Shepp: Let My People Go
  1. Sometimes I Feel Like a Motherless Child 8:20
  2. Isfahan 6:10
  3. He Cares 6:41
  4. Go Down Moses 7:00
  5. Wise One 13:12
  6. Lush Life 8:48
  7. ’Round Midnight 8:31
  8. Ain’t Misbehavin’ (Bonus Track) 3:12
  9. Jitterbug Waltz (Bonus Track) 12:59
  10. Ujama (Bonus Track) 9:38
  11. Slow Drag (Bonus Track) 6:11
  12. Sometimes I Feel Like a Motherless Child (Radio Edit) 3:51

Sometimes I Feel Like a Motherless Child, He Cares, Slow Drag und Isfahan wurden 2017 bei dem Auftritt beim Pariser Festival Jazz à la Villette-Festival mitgeschnitten, die verbleibenden Tracks stammen aus dem Mitschnitt des Auftritts des Duos beim Festival Enjoy Jazz 2018 in Mannheim. Die Download-Version des Albums enthält als Bonustracks 32 Minuten an weiterem Material.

## Rezeption
Nate Chinen schrieb in WBGO, das Duoalbum vermittle das Gefühl von Zartheit, aber Entschlossenheit; die Stücke seien „voller Seele, mit einem instinktiven Eingestimmtheit auf Selbstoffenbarung“. All dies höre man auf einmal auf dem Eröffnungs-Track des Albums, „einer durchschlagenden Version des Spirituals“. Diese Haltung sei nicht weniger präsent in einer delikaten Interpretation von Isfahan. Das Driften des Duos in und aus dem Tempo fühle sich völlig organisch an, was man über das gesamte Album sagen könne.

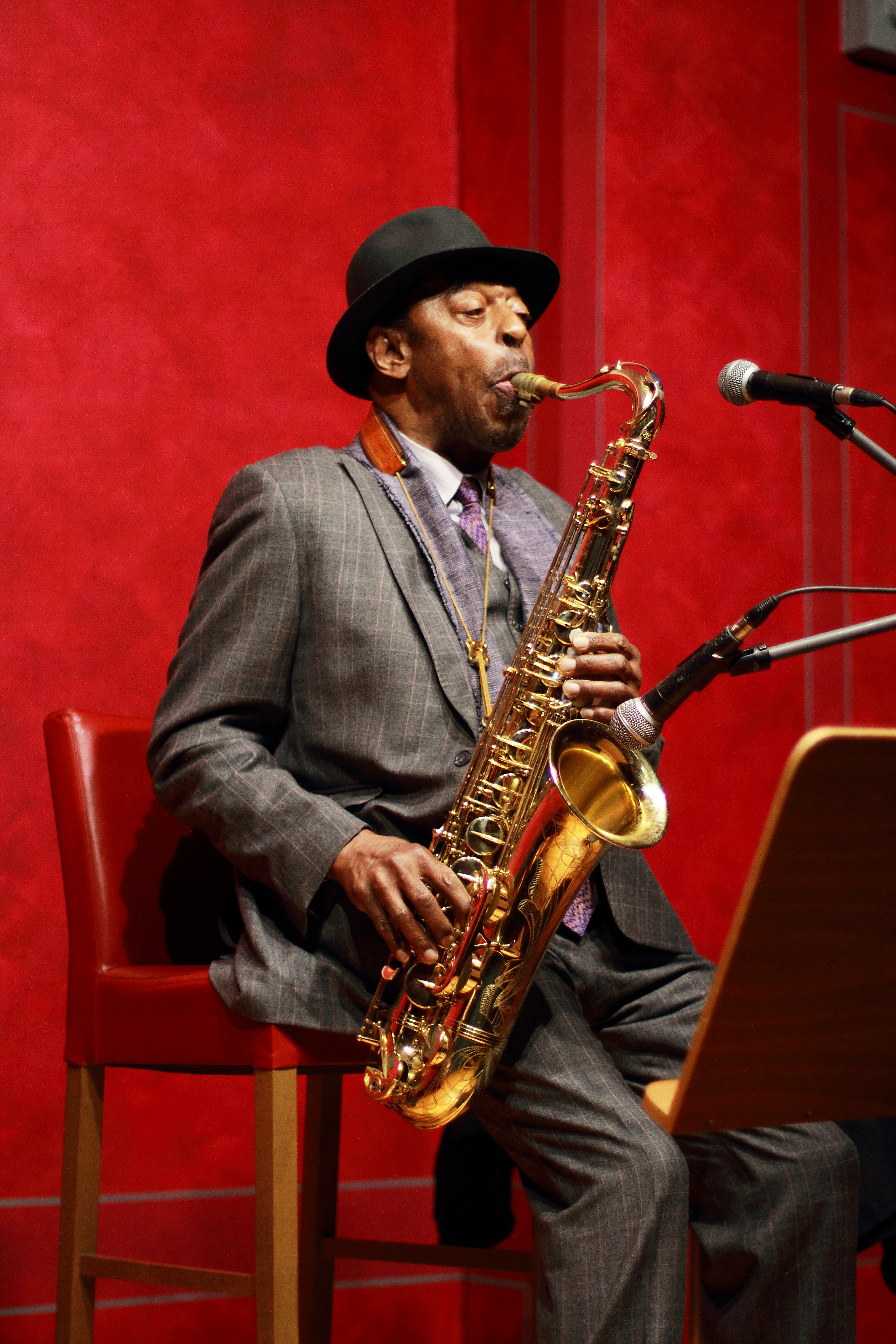
Archie Shepp mit Reggie Workman im Roten Saal des Deutschordensmuseum Bad Mergentheim, 2016.

Let My People Go biete zahlreiche Beweise für die [musikalische] Verwandtschaft von Shepp und Moran, wird der Kritiker Ashley Kahn zitiert, der die Liner Notes des Albums schrieb. „Beide wurden im tiefen Süden [der USA] geboren und sind im Klang des Blues und des schwarzen Gospels aufgewachsen“. Das vorab veröffentlichte „Sometimes I Feel Like a Motherless Child“ sei „ein düsterer Take einer düsteren Melodie, die von Morans bluesigen Gesten und Shepps emotionaler Interpretation mit Saxophon und Gesang unterstützt werde“, schrieb der Down Beat.
Rob Shepherd (Post Genre) schrieb, anstatt den Weg zu betonen, der von der Vergangenheit in die Gegenwart führt, schlage das Duo vor, zuerst in die Gegenwart zu schauen und dann die Vergangenheit zu studieren, um einen neuen Weg nach vorne zu suchen. In diesem Sinne sei Moran eine inspirierte Wahl als Shepps Partner gewesen. Seine Projekte wie die Fats Waller Dance Party und seine Sideman-Arbeit mit Élder Statesmen der Musik wie Charles Lloyd hätten diese Ideen in gewissem Maße ebenfalls untersucht. Aber der Blues sei der Klebstoff, der den gesamten Ablauf des Albums zusammenhalte. „Let My People Go ist ein Album, das nur von zwei Meistern ihres Fachs entwickelt werden kann“, so Shepherd in seinem Resümée. „Archie Shepp und Jason Moran zeichnen Verbindungen zwischen Geschichte und aktuellen Ereignissen und zeigen die transzendente Kraft und Schönheit der Musik. Obwohl sich die Ideen im Laufe der Jahre leicht ändern können und neue kulturelle Normen und Technologien entstehen, bleiben einige Wahrheiten konsistent. Unter ihnen die anhaltende Kraft der Spirituals und der Blues auf der Suche nach Gleichheit.“
Archie Shepp und Jason Moran scheinen eine überraschende Kombination zu sein, schrieb Phil Freeman (Stereogum), aber der Pianist habe eine tiefe Ehrfurcht vor der Avantgarde-Tradition. Hingegen habe Shepp immer einen Fuß im Blues und in der Pre-Bebop-Saxophonsprache von Coleman Hawkins und Lester Young gehabt. Diese Duos seien von tiefem und manchmal theatralischem Leid erfüllt. Wenn Shepp das Sopransaxophon niederlegt und auf der Version des Klassikers Sometimes I Feel Like A Motherless Child singt, liege seine Stimme irgendwo zwischen Paul Robeson und Fred Gwynne und habe die Gravität, dass nur ein Mann in seinen 1980ern, dr seit 60 Jahren auftritt.